# Арні (Ааргау)
Арні (нім. Arni AG) — громада  в Швейцарії в кантоні Ааргау, округ Бремгартен.

## Географія
Громада розташована на відстані близько 85 км на північний схід від Берна, 30 км на схід від Аарау.
Арні має площу 3,4 км², з яких на 16,8% дозволяється будівництво (житлове та будівництво доріг), 53,5% використовуються в сільськогосподарських цілях, 29,2% зайнято лісами, 0,6% не є продуктивними (річки, льодовики або гори).

## Демографія
2019 року в громаді мешкало 1868 осіб (+7,4% порівняно з 2010 роком), іноземців було 13,6%. Густота населення становила 554 осіб/км².
За віковим діапазоном населення розподілялося таким чином: 22,1% — особи молодші 20 років, 62,4% — особи у віці 20—64 років, 15,5% — особи у віці 65 років та старші. Було 757 помешкань (у середньому 2,5 особи в помешканні).
Із загальної кількості 288 працюючих 16 було зайнятих в первинному секторі, 91 — в обробній промисловості, 181 — в галузі послуг.